# Gerd Brüx
Gerd Brüx (* 10. März 1875 in Kleve; † 29. September 1944 in Wissel bei Kalkar) war ein deutscher Bildhauer.

## Leben
Gerd (auch: Gerhard, Gerard) Brüx wurde als Sohn des Schuhmachers Josef Brüx und seiner Frau Maria, geb. Noel geboren. Er absolvierte seine Ausbildung in der Werkstatt des Bildschnitzers Ferdinand Langenberg in Goch und studierte an der Königlichen Kunstakademie in München bei  Syrius Eberle. Brüx hatte ab 1902 ein eigenes Atelier in Kleve, in dem unter anderem Achilles Moortgat, Gerd Matthäi und Alexander Walterfang arbeiteten. Er war verheiratet mit Aloisia Feller. Sein Sohn Walther Brüx wuchs in der Klever Werkstatt auf.
Auf dem Friedhof an der Merowingerstraße in Kleve, auf dem er auch bestattet ist, finden sich Werke von Brüx.

## Werke (Auszug)
- Grabmal Peter Heinrich Thielen (um 1908) auf dem Friedhof von Kranenburg[3]
- Kreuzwegstationen der Herz-Jesu-Kirche (1909) in Euskirchen
- Orgelprospekt mit Holzskulpturen von der hl. Cäcilia und König David für die Tibus-Orgel (1913) in St. Dionysius Nieukerk
- Hochaltar mit Kreuzigungsgruppe in der Heilig-Kreuz-Kirche (1914) in Gladbeck-Butendorf (Nur die Kreuzigungsgruppe ist erhalten.)
- Hochaltar in der St.-Jakobus-Kirche (1915) in Oeding
- Denkmal des Ersten Weltkriegs (1916) am Fischmarkt in Kleve[4]
- Herz-Jesu-Bilder in Beuningen (1920) und Oijen (1924) in den Niederlanden

## Bilder

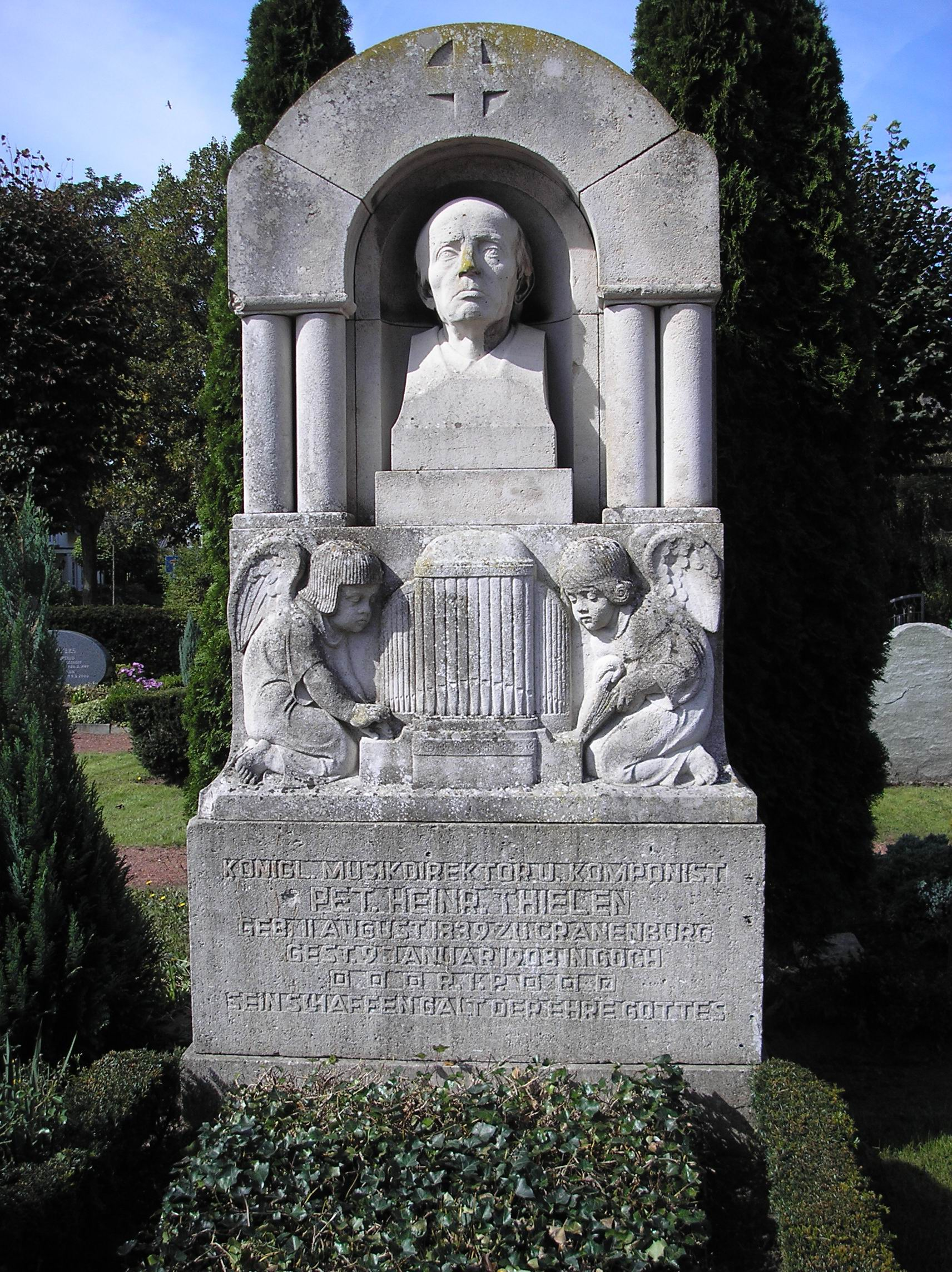
Grabmal Thielen
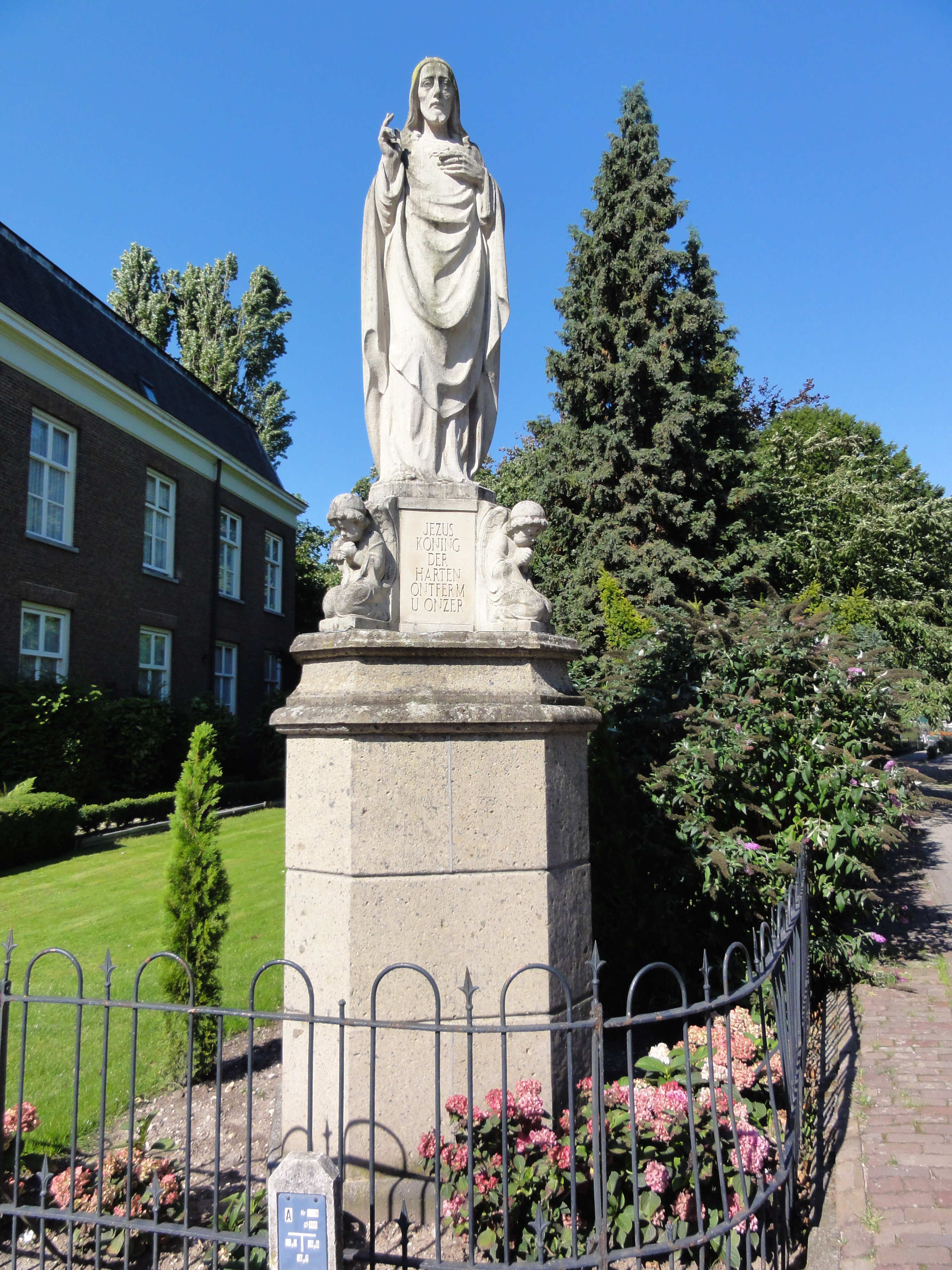
Herz Jesu Bild in Beuningen
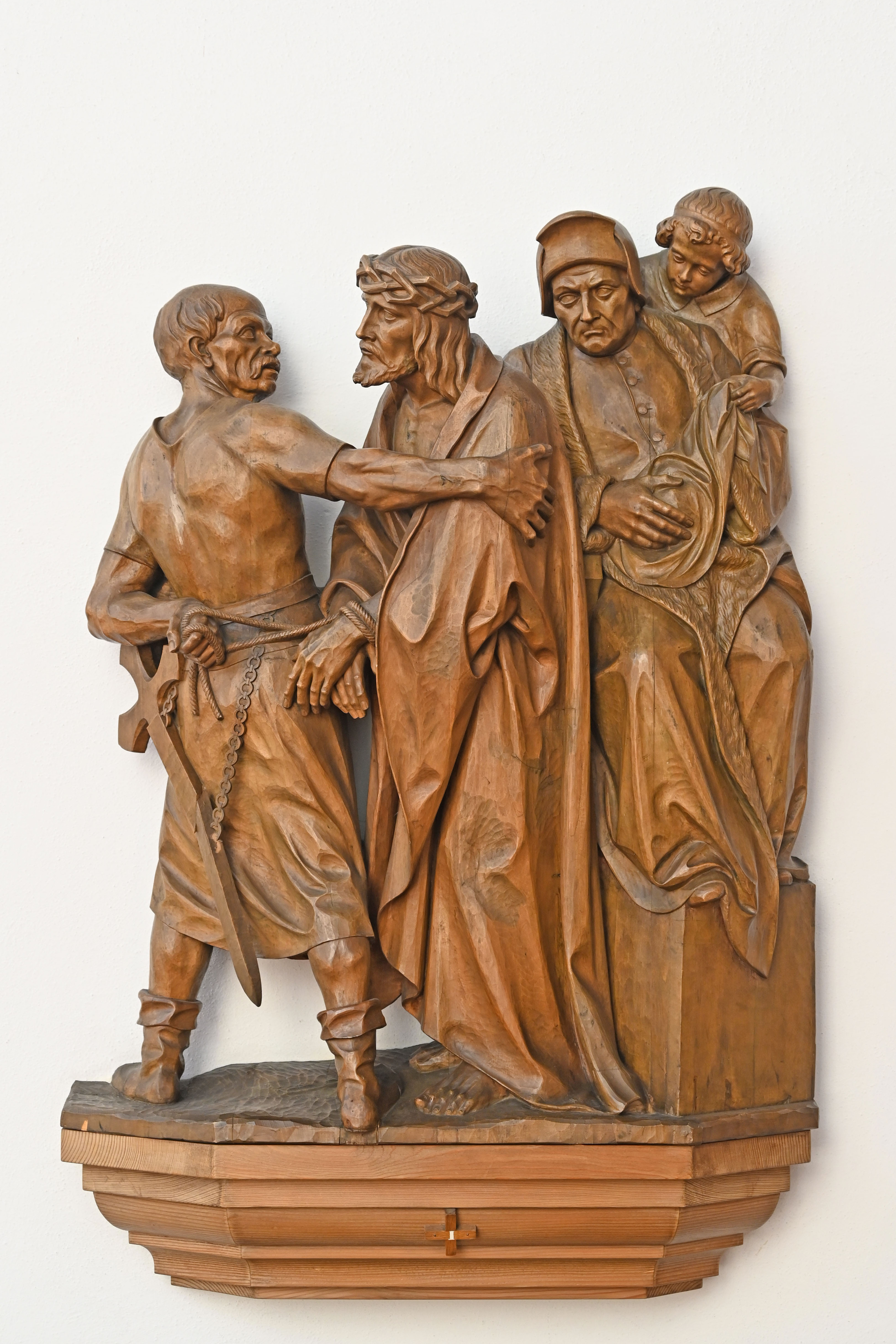
Kreuzweg, Herz-Jesu-Kirche (Euskirchen)
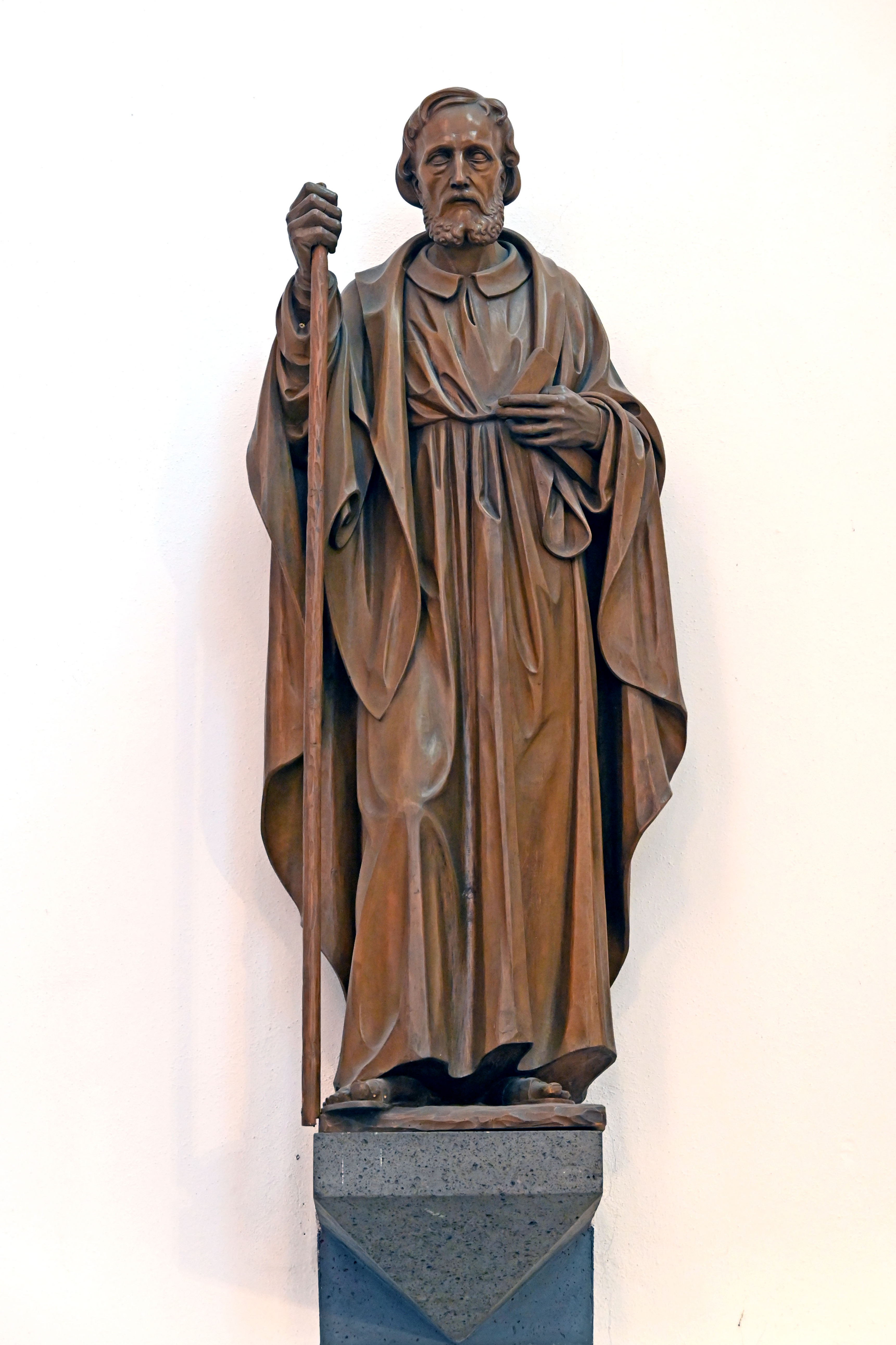
Josefsstatue, Herz-Jesu-Kirche (Euskirchen)